# 石川大明
石川 大明（いしかわ たいめい）は、日本の作曲家・編曲家。

## 楽曲提供作品
- 青木裕史「かすみ草哀歌」（編曲）
- 麻生深雪「想い出まつり」（作曲・編曲）
- 金田賢一「明日へ」（作曲）※石川たいめい名義
- 島田歌穂「ふるさとTSUKUBA」（作曲）
- たいらいさお「吟遊詩人のように」（作曲）
- 中島啓江「ユーレイなんだぜ」（作曲・編曲）
- 浜田朱里「ひとりぽっちのRainy Day」（作曲）※石川たいめい名義
- 童謡「じべたべったん」（作曲）